# Syrrhodia
Syrrhodia là một chi bướm đêm thuộc họ Geometridae.